# La Fièvre dans le sang
Cet article concerne le film d'Elia Kazan. Pour la chanson d'Alain Chamfort, voir La Fièvre dans le sang (chanson).
Pour plus de détails, voir Fiche technique et Distribution.
La Fièvre dans le sang (Splendor in the Grass) est un film américain réalisé par Elia Kazan, sorti en 1961.

## Synopsis
Une petite ville du Kansas, en 1928. Deux jeunes gens, Deanie (Natalie Wood) et Bud (Warren Beatty), sont amoureux l'un de l'autre. Ils sont confrontés à deux obstacles : Ace (Pat Hingle), le père de Bud, riche homme d'affaires, a d'ambitieux projets pour son fils, — l'envoyer étudier à la prestigieuse université Yale, alors que celui-ci voudrait simplement faire une école d'agriculture pour reprendre le ranch de son père et surtout épouser Deanie sans tarder. Deanie, issue d'une famille de classe moyenne, se voit contrainte, surtout par sa mère, de respecter la morale conservatrice dominante et de ne faire aucun écart de conduite avant le mariage.
Dans une petite ville où tout le monde se dérobe devant leurs questions pourtant pressantes —  médecins, prêtres, parents — l'histoire est celle de ces deux jeunes adultes qui éprouvent l'un pour l'autre un amour sincère et puissant mais qui doivent lutter contre son expression sexuelle naturelle, leur projet de mariage étant différé par les ambitions du père de Bud pour son fils, leur couple ne résistera pas à une telle pression sociale et psychique. Pour préserver Deanie, Bud préfère ne plus la voir (« ça fait mal » dit-il au médecin) et il a une aventure avec une fille facile ; Deanie entre alors en crise, tente de se suicider et est finalement envoyée dans un établissement de soins psychiatriques. Bud, de son côté, décide d'obéir à son père et part étudier à l'université Yale, mais ne fait rien pour réussir ses études, et rencontre Angelina une serveuse italienne .
Survient alors la crise économique (le krach de 1929), le père de Bud est ruiné. Il révèle à son fils que les grands projets qu'il avait pour lui ne vont pas pouvoir se réaliser, puis se suicide. Après deux ans de séjour, Deanie sort de l'hôpital psychiatrique, complètement rétablie de sa dépression, mais elle s'interroge sur la demande en mariage d'un autre patient, étudiant en médecine, rencontré sur place. De retour chez ses parents, elle décide d'aller voir Bud. Il s'occupe bien du ranch de son père, mais il s'est marié avec Angelina, a déjà un fils et attend un deuxième enfant. Lors de leur rencontre, Deanie et Bud comprennent tout ce qu'ils ont irrémédiablement perdu. Et Deanie annonce alors à Bud qu'elle-même va épouser un médecin.
Le film se termine sur ces vers de William Wordsworth : « Though nothing can bring back the hour Of splendour in the grass, of glory in the flower ; We will grieve not, rather find Strength in what remains behind ». (Bien que rien ne puisse ramener l'heure de la splendeur dans l'herbe, ni de la gloire dans la fleur, nous ne nous affligerons pas, mais trouverons la force dans ce qu'il en subsiste.)

## Fiche technique
- Titre : La Fièvre dans le sang
- Titre original : Splendor in the Grass
- Réalisation : Elia Kazan, assisté d'Ulu Grosbard (non crédité)
- Scénario : William Inge
- Photographie : Boris Kaufman
- Musique : David Amram
- Décors : Richard Sylbert
- Costumes : Anna Hill Johnstone
- Montage : Gene Milford
- Production : Elia Kazan et William Inge
- Société de production : Newtown Productions et NBI Productions
- Société de distribution : Warner Bros.
- Pays d'origine : États-Unis
- Format : 35mm 1.66:1 Couleur (Technicolor) (son monophonique westrex électric)
- Genre : Drame et romance
- Durée : 124 minutes
- Date de sortie :
 10 octobre 1961
 31 janvier 1962
- Affiches : Bill Gold (États-Unis), Jean Mascii (France)

## Distribution
- Natalie Wood  (VF : Jeanine Freson)  : Wilma Dean 'Deanie' Loomis
- Warren Beatty (VF : Michel Le Royer) : Bud Stamper
- Pat Hingle (VF : Yves Brainville) : Ace Stamper, le père de Bud, riche pétrolier
- Audrey Christie (VF : Claude Daltys) : Mme Loomis, la mère de Deanie
- Fred Stewart : Del Loomis, le père de Deanie, épicier
- Barbara Loden (VF : Nicole Riche) : Ginny Stamper, la sœur de Bud, extravertie et rebelle
- Zohra Lampert (VF : Anne Caprile) : Angelina, la serveuse rencontrée par Bud
- Joanna Roos (VF : Héléna Manson) : Mme Stamper, la mère de Bud
- John McGovern (VF : Henri Crémieux) : Doc Smiley, le médecin
- Jan Norris (VF : Claude Chantal) : Juanita Howard, la jolie « fille facile » du collège
- Martine Bartlett : Miss Metclaf, l'enseignante au collège
- Marla Adams : June, collégienne amie de Deanie
- Crystal Field : Hazel, collégienne amie de Deanie
- Sandy Dennis : Kay, collégienne amie de Deanie
- Gary Lockwood (VF : Jean Lagache) : Toots, courtisan de Deanie au bal
- Lynn Loring : Carolyn, collégienne
- Phyllis Diller : Texas Guinan
- Sean Garrison : Glenn

## Récompense
- Oscar du meilleurs scénario pour William Inge

## Autour du film
- Les acteurs Warren Beatty et Natalie Wood tombent amoureux durant le tournage du film ; mais cette relation ne durera pas puisque Warren, incorrigible homme à femmes, délaissera son amante pour une autre actrice.
- William Inge, le scénariste du film joue le petit rôle du révérend pour lequel il n'a pas été crédité